# Maria Teresa Júdice Gamito
Maria Teresa Júdice Gamito (Faro, 31 de Julho de 1936 - Teerão, 17 de Abril de 2006) foi uma professora e arqueóloga portuguesa.

## Biografia

### Nascimento e formação
Maria Teresa Gamito nasceu em 31 de Julho de 1936 na cidade de Faro.
Frequentou a Faculdade de Letras da Universidade de Lisboa, onde tirou a licenciatura em Filologia Germânica e o mestrado em Filologia. Doutorou-se depois em pré-história e arqueologia na Universidade de Cambridge.

### Carreira profissional
Integrou a comissão instaladora da Universidade do Algarve, onde foi professora desde a sua criação, tendo sido responsável pela organização das licenciaturas dos cursos de Património Cultural e de Estudos Portugueses - Cultura e Expansão Portuguesa. Foi candidata a reitora naquela universidade.
Fundou e foi presidente do Centro de Cultura Árabe, Islâmica e Mediterrânica, tendo feito contactos e ampliado os já existentes com vários países, incluindo Marrocos, Tunísia e Paquistão.
Destacou-se principalmente na área da arqueologia, tendo sido presidente da assembleia geral da Associação dos Arqueólogos Portugueses. Foi responsável pela organização de centenas de palestras, e participado em congressos em Portugal e no estrangeiro, incluindo em França, onde foi colaboradora no Centre d'Études de Formation et de Ressources par l'Art et la Culture, da Universidade de Paris VIII. Também participou em vários congressos no Algarve, onde apresentou vários trabalhos, como Arqueologia no Algarve - a Situação Estratégica do Castro de Segóvia em 1993, e Sete Anos de Actividade no Sector de Arqueologia da Universidade do Algarve em 1900. No IX Congresso do Algarve, em 1997, mostrou dois trabalhos com o tema Cultura e Desenvolvimento e O Algarve e a Andaluzia. Fez parte de dezenas de escavações, incluindo uma na Vila Adentro de Faro, onde foi descoberto um importante vestígio do domínio muçulmano no Algarve. Publicou vários trabalhos no campo da arqueologia, incluindo Os Recintos Fortificados do início da Idade de Bronze no Sul de Portugal: Onde os encontrar?, O Castro de Segóvia e a Componente Céltica em Território Português, e A Cerâmia Estampilhada.

### Falecimento
Maria Teresa Gamito morreu de ataque cardíaco em 17 de Abril de 2006, quando estava a viajar de autocarro em Teerão, na capital do Irão, onde estava numa expedição do Museu Nacional de Arqueologia.

## Homenagens
Na sequência do seu falecimento, foi homenageada por várias entidades, incluindo as Câmaras Municipais de Faro e de Tavira, que colocaram o seu nome em artérias das cidades. O nome de Teresa Júdice Gamito também foi colocado num anfiteatro da Universidade do Algarve.

## Obras publicadas
- GAMITO, Teresa Júdice, GAMITO, Josefina;  et al. (2007). O Algarve e o Magreb (711-1249). Faro: Universidade do Algarve. 152 páginas. ISBN 978-972-9341-58-8
- GAMITO, Teresa Júdice, ed. (2004). II Encontro de Arqueologia do Sudoeste Peninsular: actas. Faro: Universidade do Algarve. 303 páginas. ISBN 972-9051-86-0
- GAMITO,Teresa Júdice, ed. (2004). Portugal, Espanha e Marrocos - o Mediterrâneo e o Atlântico: actas. Faro: Universidade do Algarve. 275 páginas. ISBN 972-95685-6-1